# 顶芽狗脊
顶芽狗脊（学名：Woodwardia unigemmata），又称生芽狗脊蕨，为乌毛蕨科狗脊属下的一个种。